# Massacro di Kraljevo
Il massacro di Kraljevo fu l'omicidio di massa di circa 2000 residenti della città di Kraljevo, nel territorio della Serbia occupato dai tedeschi, tra il 15 e il 20 ottobre 1941, da parte dell'esercito tedesco durante la seconda guerra mondiale. Il massacro avvenne come rappresaglia per un attacco congiunto di partigiane e cetnici contro una guarnigione tedesca durante l'assedio di Kraljevo, in cui 10 soldati tedeschi furono uccisi e altri 14 feriti. Il numero di ostaggi da fucilare fu calcolato sulla base di un rapporto di 100 ostaggi giustiziati per ogni soldato tedesco ucciso e 50 ostaggi giustiziati per ogni soldato tedesco ferito, una formula ideata da Adolf Hitler con l'intento di reprimere la resistenza anti-nazista nell'Europa orientale.
L'esercito tedesco inizialmente rispose radunando e giustiziando 300 civili serbi, descritti nei documenti contemporanei come "comunisti, nazionalisti, democratici ed ebrei". Nei giorni seguenti, tutti gli uomini di età compresa tra i 14 e i 60 anni furono arrestati e rinchiusi in un centro di detenzione improvvisato presso la locale fabbrica di materiale rotabile. Una volta lì, le loro carte furono controllate e i loro nomi furono inseriti in un libro mastro. Quando il campo fu pieno, l'esercito tedesco ordinò ai prigionieri, divisi in gruppi di 100, di marciare verso fosse comuni già scavate, dove furono giustiziati con mitragliatrici pesanti. I corpi furono quindi esaminati per eventuali segni di vita; alle vittime sopravvissute alla raffica iniziale fu inflitto un solo proiettile alla testa. Una volta liquidato il primo gruppo, i soldati tornarono alla fabbrica e raccolsero le successive 100 vittime. Questa modalità continuò fino a quando tutti gli uomini radunati non furono uccisi. Le rappresaglie durarono diversi giorni.
In seguito alla fucilazione degli ostaggi della fabbrica, l'esercito tedesco si schierò nei villaggi circostanti, bruciando case e uccidendo indiscriminatamente la popolazione. Secondo i registri della 717ª divisione di fanteria, furono giustiziati 1736 uomini e 19 donne "comuniste", nonostante i tentativi dei collaborazionisti locali di mitigare la punizione. Venti membri della 717ª divisione di fanteria furono insigniti con la Croce di ferro per il loro ruolo negli omicidi.
Il massacro di Kraljevo, così come il massacro quasi simultaneo nella vicina Kragujevac, convinse i comandanti tedeschi che le uccisioni di massa degli ostaggi serbi non furono solo inefficaci ma anche controproducenti, poiché spingevano la gente del posto nelle mani degli insorti e talvolta provocarono la morte degli operai che contribuirono allo sforzo bellico tedesco. Dopo la guerra, al processo di Norimberga furono processati diversi alti funzionari militari tedeschi e furono condannati per il loro coinvolgimento nelle rappresaglie.

## Contesto storico
Dopo l'Anschluss del 1938 tra Germania e Austria, la Jugoslavia arrivò a condividere il suo confine nord-occidentale con il Terzo Reich e subì crescenti pressioni quando i suoi vicini si allinearono con le potenze dell'Asse. Nell'aprile del 1939 l'Italia aprì una seconda frontiera con la Jugoslavia quando invase e occupò la vicina Albania.
Allo scoppio della seconda guerra mondiale, il governo jugoslavo dichiarò la sua neutralità. Tra settembre e novembre 1940, l'Ungheria e la Romania aderirono al Patto Tripartito, allineandosi con l'Asse, e l'Italia invase la Grecia. Da allora, la Jugoslavia fu quasi circondata dalle potenze dell'Asse e dagli stati satellite, e la sua posizione neutrale nei confronti della guerra divenne tesa. Alla fine di febbraio 1941, anche la Bulgaria aderì al Patto. Il giorno successivo, le truppe tedesche entrarono in Bulgaria dalla Romania, chiudendo l'anello intorno alla Jugoslavia. Intento a proteggere il fianco meridionale per l'imminente attacco all'Unione Sovietica, Adolf Hitler iniziò a esercitare forti pressioni sulla Jugoslavia affinché si unisse all'Asse.
Il 25 marzo 1941, dopo un certo ritardo, il governo jugoslavo firmò con riserva il Patto. Due giorni dopo, un gruppo di filo-occidentali, ufficiali nazionalisti serbi della Regia aeronautica jugoslava deposero il reggente del paese, il principe Paolo, con un colpo di stato incruento, misero sul trono il nipote adolescente Pietro II e portarono al potere un "governo di unità nazionale" guidato dal capo della Regia aeronautica jugoslava, generale Dušan Simović. Il colpo di stato fece infuriare Hitler, che immediatamente ordinò l'invasione del paese, iniziata il 6 aprile 1941.
La Jugoslavia fu sopraffatta dalla forza combinata delle potenze dell'Asse e si arrese in meno di due settimane. Il governo e la famiglia reale andarono in esilio e il paese fu occupato e smembrato dai suoi vicini. Il territorio della Serbia occupata fu limitato ai confini del Regno di Serbia precedenti alla guerra balcanica e fu occupato direttamente dai tedeschi per le rotte di trasporto ferroviario e fluviale che lo attraversarono, nonché per le sue preziose risorse, in particolare per i metalli non ferrosi. Il territorio occupato coprì circa 51000 km2 con una popolazione di 3800000 persone. Hitler considerò brevemente di cancellare del tutto l'esistenza di uno stato serbo, ma questa intenzione fu rapidamente abbandonata e i tedeschi iniziarono a cercare una figura serba adatta a guidare un governo fantoccio a Belgrado. Inizialmente si orientarono su Milan Aćimović, un convinto anticomunista che prestò servizio come ministro degli Affari interni della Jugoslavia tra la fine del 1939 e l'inizio del 1940.
Dopo l'invasione emersero due movimenti di resistenza: i partigiani multietnici a guida comunista e i cetnici nazionalisti serbi monarchici, sebbene durante il 1941, all'interno del territorio occupato, anche i partigiani fossero costituiti quasi interamente da serbi. I partigiani furono guidati dal segretario generale del Partito Comunista di Jugoslavia Josip Broz Tito, mentre i cetnici furono guidati dal colonnello Draža Mihailović, ufficiale dell'esercito reale jugoslavo tra le due guerre. I due movimenti ebbero obiettivi ampiamente divergenti: mentre i partigiani cercarono di trasformare la Jugoslavia in uno stato comunista sotto la guida di Tito, i cetnici cercarono un ritorno allo status quo dell'anteguerra, per cui sarebbe stata ripristinata la monarchia jugoslava e per estensione l'egemonia politica serba. La resistenza comunista iniziò l'attività all'inizio di luglio, poco dopo l'invasione dell'Unione Sovietica, prendendo di mira sia i tedeschi che le autorità fantoccio. Verso la fine dell'agosto 1941, i partigiani e i cetnici effettuarono degli attacchi congiunti contro i tedeschi. I partigiani furono ben organizzati e molti dei loro comandanti sfruttarono l'ampia esperienza militare acquisita nella guerra civile spagnola. Entro la fine dell'estate, contarono su 8000 combattenti sparsi nei 21 distaccamenti del territorio occupato. Gli ufficiali, i sottufficiali e gli uomini che formarono il nucleo dei cetnici furono ex membri dell'esercito reale jugoslavo, e poterono schierare circa 20000 combattenti nel territorio occupato al momento del massacro.

## Fatti antecedenti
Il 29 agosto, i tedeschi sostituirono Aćimović con l'ex ministro dell'esercito e della marina jugoslavo e capo di stato maggiore generale, il generale Milan Nedić, un altro fervente anticomunista, che diede vita ad un nuovo governo fantoccio. L'incapacità di Nedić di schiacciare i partigiani e i cetnici, spinse il comandante militare in Serbia a richiedere rinforzi ai tedeschi da altre regioni del continente. A metà settembre trasferirono il 125º reggimento di fanteria dalla Grecia e la 342ª divisione di fanteria dalla Francia per aiutare a reprimere la rivolta in Serbia. Il 16 settembre, Hitler inviò la Direttiva n. 312 al Generalfeldmarschall Wilhelm List, comandante della Wehrmacht nell'Europa sudorientale, ordinandogli di sopprimere ogni resistenza in quella regione del continente. Lo stesso giorno, l'Oberkommando der Wehrmacht (OKW, Comando Supremo delle Forze Armate) emise l'ordine di Hitler sulla soppressione dei "Movimenti di resistenza armata comunista nelle aree occupate", firmato dal Generalfeldmarschall Wilhelm Keitel. Questo decreto specificò che tutti gli attacchi contro i tedeschi sul fronte orientale dovevano essere "considerati di origine comunista" e che dovevano essere fucilati 100 ostaggi per ogni soldato tedesco ucciso e 50 per ogni soldato ferito. Gli attacchi contro i tedeschi aumentarono durante la primavera e l'estate, in questo modo la Serbia tornò ad essere una zona di guerra. Le truppe tedesche imperversarono attraverso le campagne bruciando villaggi, prendendo ostaggi e stabilendo campi di concentramento. Le prime esecuzioni di massa degli ostaggi iniziarono a luglio.
Il rafforzamento della presenza militare tedesca in Serbia provocò una nuova ondata di esecuzioni di massa e di crimini di guerra. I comandanti maggiormente responsabili di queste atrocità furono principalmente di origine austriaca, già in servizio nell'esercito austro-ungarico durante la prima guerra mondiale. La maggior parte furono ardentemente anti-serbi, un pregiudizio che lo storico Stevan K. Pavlowitch collega al più ampio razzismo antislavo dei nazisti.
Il 19 settembre, il General der Gebirgstruppe Franz Böhme fu nominato Comandante Generale Plenipotenziario in Serbia, con la diretta responsabilità di sedare la rivolta, portando con sé lo stato maggiore del XVIII Corpo da Montagna. Gli furono assegnate delle forze aggiuntive così da rafforzare le tre divisioni di occupazione tedesche già nel territorio: queste divisioni furono la 704ª divisione di fanteria, la 714ª divisione di fanteria e la 717ª divisione di fanteria. Böhme vantò un profondo odio per i serbi e incoraggiò le sue truppe, formate prevalentemente da nati in Austria, a esigere "vendetta" contro di loro. Le principali motivazioni furono l'assassinio dell'arciduca Francesco Ferdinando e le successive sconfitte militari austro-ungariche per mano dell'esercito reale serbo, che pensò potesse essere rettificato solo dalla fucilazione per rappresaglia dei civili serbi. "In Serbia", scrisse, "è necessario, sulla base della mentalità balcanica e della grande espansione dei movimenti ribelli... eseguire gli ordini dell'OKW nella forma più severa".

## Uccisioni
Kraljevo è una città situata a circa 150 chilometri a sud di Belgrado. All'epoca della strage era situata lungo una via di trasporto vitale ed era sede di un comando di divisione tedesco. A metà ottobre 1941, partigiani e cetnici assediarono una guarnigione tedesca di 2200 uomini nella città. Furono uccisi 10 soldati tedeschi e 14 feriti nell'attacco.
"Non solo 100 serbi saranno fucilati per ogni tedesco", dichiarò il comandante della guarnigione, "anche le loro famiglie e le loro proprietà saranno distrutte".
Diede poi l'ordine di arresto e di esecuzione sommaria di 300 civili serbi. I suoi ordini furono prontamente eseguiti. Le vittime furono descritte nei documenti militari tedeschi contemporanei come "comunisti, nazionalisti, democratici ed ebrei". Successivamente furono emessi nuovi ordini che richiederono ulteriori esecuzioni. Secondo i resoconti dei testimoni oculari, l'esercito tedesco si mosse di casa in casa nei giorni successivi, arrestando tutti i maschi di età compresa tra i 14 e i 60 anni. Furono rinchiusi in un centro di detenzione improvvisato in un'ex fabbrica di materiali per le ferrovie. Una volta raggruppati, i loro documenti furono controllati e i loro nomi inseriti in un libro mastro. Quando il campo fu al completo, l'esercito tedesco ordinò a gruppi di 100 prigionieri di marciare verso fosse comuni già scavate, dove furono giustiziati con le mitragliatrici pesanti. I corpi sono stati quindi esaminati per eventuali segni di vita; le vittime sopravvissute alla raffica iniziale furono finite con un solo proiettile alla testa. Una volta liquidato il primo gruppo, i soldati tornarono alla fabbrica e raccolsero le successive 100 vittime. Questo processo continuò fino a quando tutti gli uomini radunati non furono uccisi.
Le rappresaglie durarono diversi giorni. In seguito alla fucilazione degli ostaggi, l'esercito tedesco si schierò nei villaggi circostanti, bruciando le case e uccidendo indiscriminatamente la popolazione. Secondo i registri della 717ª divisione di fanteria, entro il 17 o 20 ottobre furono fucilati 1736 uomini e 19 donne "comuniste". Le esecuzioni furono eseguite nonostante i tentativi da parte dei collaborazionisti locali di mitigare la punizione. La maggior parte delle persone uccise furono di etnia serba, sebbene tra le vittime vi fossero anche 80 rom, così come alcuni ebrei, e diverse dozzine di rifugiati sloveni. Tra i morti ci fu l'intera forza lavoro serba di una fabbrica di aeroplani che produceva armamenti per i tedeschi. Gli operai della fabbrica furono internati con l'accusa di sabotaggio. Anche quaranta membri del comando collaborazionista serbo dei volontari furono uccisi inavvertitamente. Il Generalmajor Paul Hoffman, comandante della 717ª divisione di fanteria, supervisionò personalmente le rappresaglie e lodò i suoi uomini per il loro "entusiastico adempimento per ciò che era loro richiesto". Un altro ufficiale lodò i suoi uomini per aver dimostrato "grande coraggio in azione". Venti membri della 717ª divisione di fanteria furono successivamente insigniti della Croce di ferro di 2ª classe per il loro ruolo nel massacro.

## Conseguenze ed eredità
Il massacro di Kraljevo, così come il massacro quasi concomitante nella vicina Kragujevac, fu accolto con indignazione dal governo fantoccio serbo, che rispose con suppliche, interventi e minacce di dimissioni. Le uccisioni portarono i comandanti militari tedeschi in Serbia a mettere in dubbio l'efficacia delle sparatorie di massa, poiché spinsero migliaia di serbi nelle mani delle guerriglie anti-tedesche. L'uccisione degli operai di una fabbrica di aeroplani a Kraljevo convinse l'OKW che le sparatorie arbitrarie dei serbi non solo comportarono un costo politico significativo, ma furono anche controproducenti. Il rapporto di 100 esecuzioni per un soldato ucciso e 50 esecuzioni per un soldato ferito fu ridotto della metà nel febbraio 1943 e rimosso del tutto quell'autunno. D'ora in poi, ogni singola esecuzione doveva essere approvata dall'inviato speciale Hermann Neubacher.
Gli omicidi hanno esacerbato le tensioni tra partigiani e cetnici. Convinsero anche Mihailović che la resistenza attiva era inutile finché i tedeschi detenevano un vantaggio militare inattaccabile nei Balcani e che l'uccisione delle truppe tedesche avrebbe provocato solo la morte non necessaria di decine di migliaia di serbi. Decise quindi di ridurre gli attacchi della guerriglia cetnica e attendere uno sbarco alleato nei Balcani.
List e Böhme furono entrambi catturati alla fine della guerra. Il 10 maggio 1947 furono accusati di crimini di guerra e crimini contro l'umanità nell'ambito del processo di Norimberga. Uno dei crimini specificatamente elencati nel 1° capo d'accusa fu il massacro di 2300 ostaggi a Kragujevac. Böhme si suicidò prima della sua citazione in giudizio. List fu dichiarato colpevole: fu condannato all'ergastolo nel 1948, ma fu rilasciato per problemi di salute nel 1953. Nonostante ciò visse fino al giugno 1971. Keitel fu riconosciuto colpevole di crimini di guerra e crimini contro l'umanità al processo di Norimberga e successivamente impiccato. Hoffmann, che la popolazione locale soprannominò il "macellaio di Kraljevo e Kragujevac", fu promosso al comando della 352ª divisione di fanteria nel novembre 1941. Concluse la guerra come comandante di un campo di prigionieri di guerra, essendo stato degradato per essersi rifiutato di sparare ai disertori in Ucraina. La 717ª divisione di fanteria fu riorganizzata come 117ª divisione Jäger più avanti nella guerra e le sue truppe presero parte al massacro di centinaia di civili greci a Kalavryta nel dicembre 1943.
Come per il massacro di Kragujevac, il massacro di Kraljevo finì per simboleggiare la brutalità dell'occupazione tedesca nella memoria popolare jugoslava. Lo storico Jozo Tomasevich descrive gli omicidi come "i due oltraggi più orribili che i tedeschi hanno commesso in Serbia" sulla base del decreto di Hitler. Il massacro di Kragujevac rimane più noto di quello di Kraljevo, sebbene entrambi siano avvenuti più o meno nello stesso periodo e abbiano provocato un numero simile di morti. Ciò può essere dovuto al fatto che tra le vittime di Kragujevac ci furono degli scolari.
Dopo la guerra, fu ampiamente accettato che 7000 civili fossero stati giustiziati a Kragujevac e 6000 fossero stati giustiziati a Kraljevo. Il numero di vittime che si ritiene siano state uccise a Kraljevo è stato da allora ridotto a circa 2000 dai moderni storici serbi e tedeschi. Un simile riesame ebbe luogo per quanto riguarda il massacro di Kragujevac, dove studiosi sia serbi che tedeschi concordano sul fatto che più di 2700 civili furono uccisi: si ritiene che il numero totale di persone uccise nei due massacri sia di circa 5000.